# SpaceX Crew-11

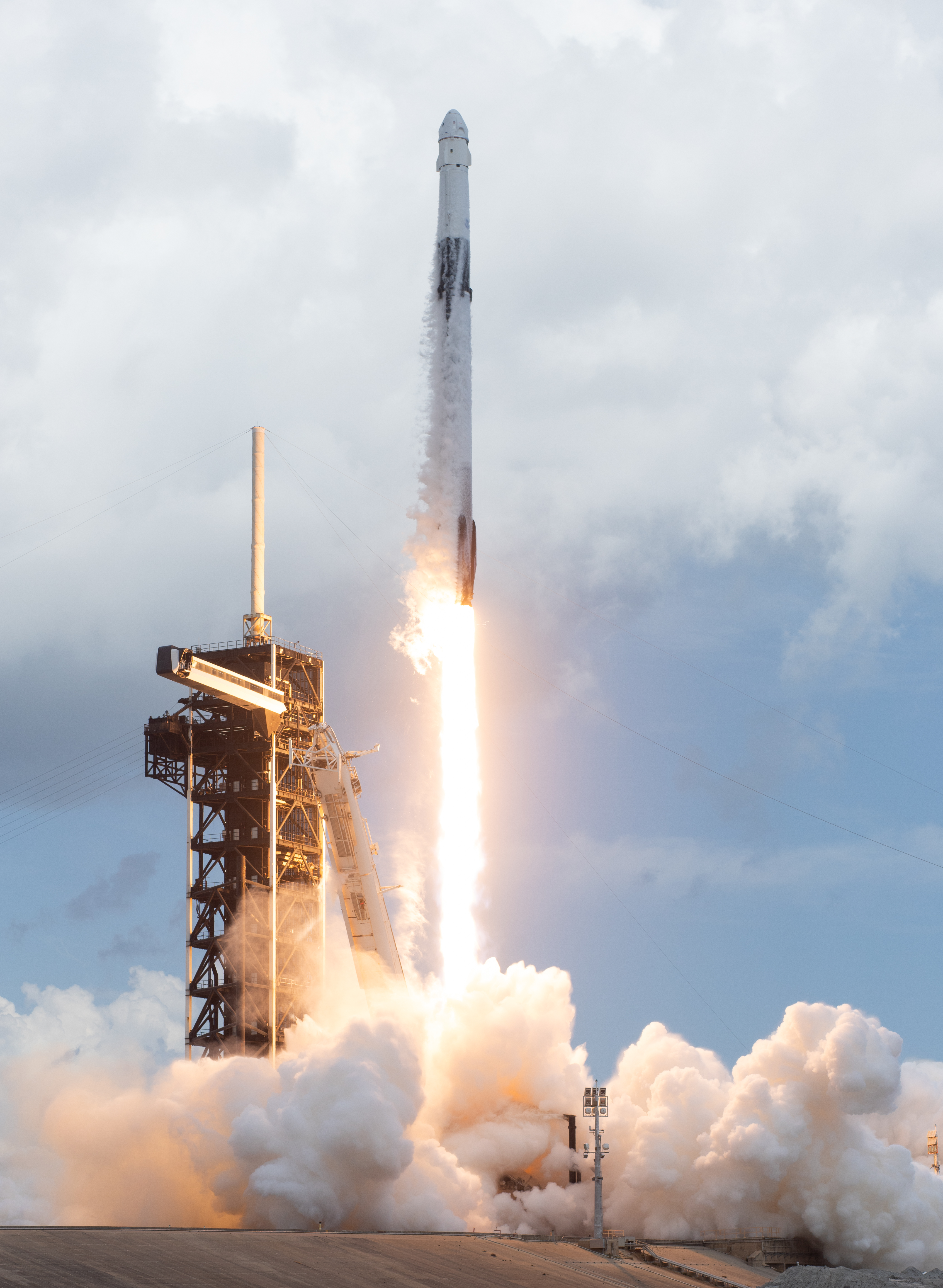
Start mise – 1. srpna 2025.

SpaceX Crew-11 (též USCV-11) je jedenáctý řádný let kosmické lodi Crew Dragon od SpaceX k Mezinárodní vesmírné stanici (ISS) v Programu komerčních posádek (Commercial Crew Program). Loď na stanici dopravila čtyři členy dlouhodobých posádek ISS označovaných jako Expedice 73 a Expedice 74. Start proběhl 1. srpna 2025, let potrvá nejméně půl roku.

## Kosmická loď Crew Dragon
Crew Dragon je kosmická loď pro lety s posádkou navržená v rámci programu NASA CCDev, (Commercial Crew Development) společností SpaceX, především pro dopravu astronautů na Mezinárodní vesmírnou stanici. SpaceX ale loď používá i pro další účely mimo spolupráci s NASA (komerční programy Inspiration4, Axiom Space a Polaris).  

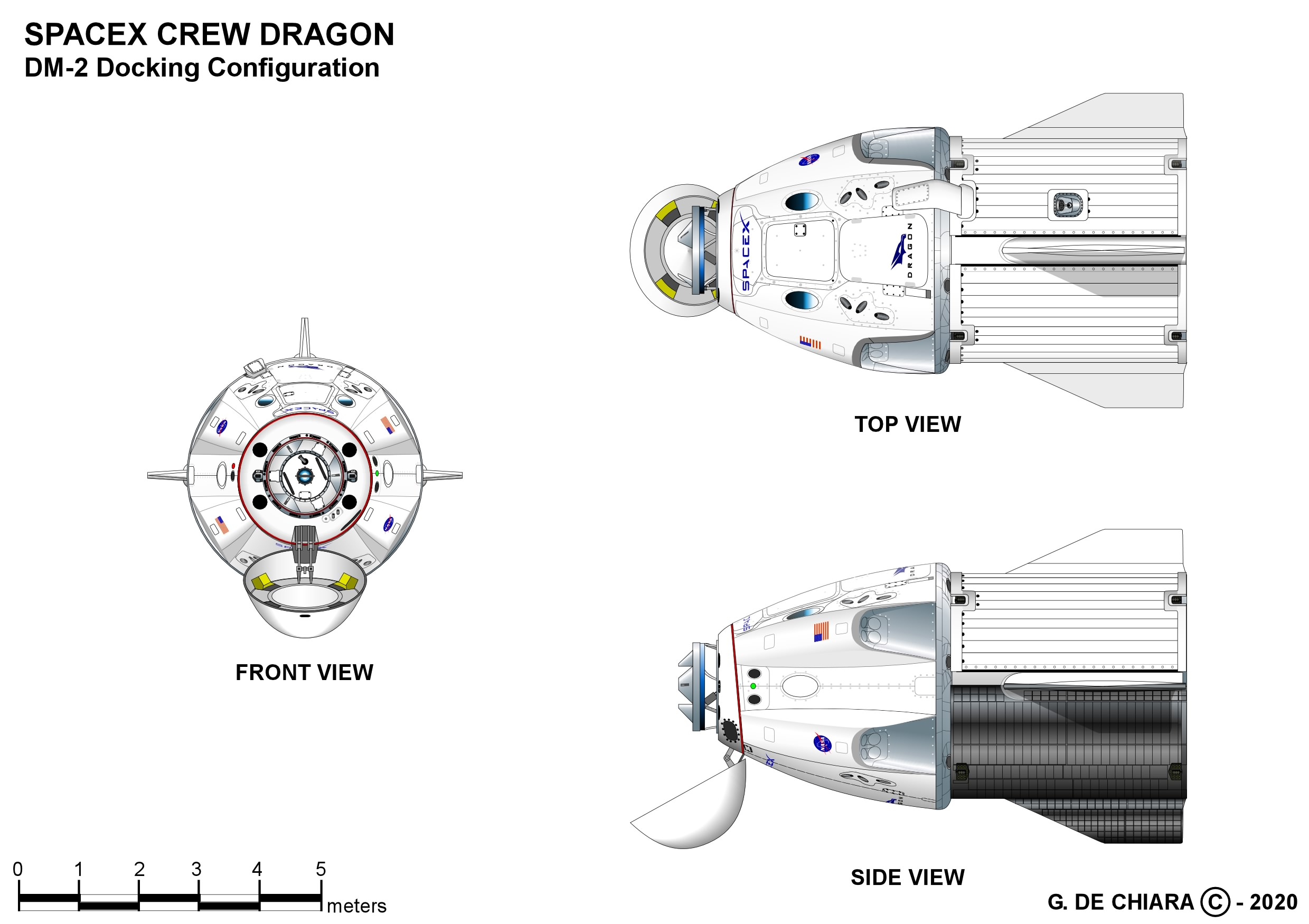
Crew Dragon v letové konfiguraci.

Crew Dragon tvoří znovupoužitelná kabina kónického tvaru a nástavec v podobě dutého válce (tzv. trunk). V kabině je hermetizovaný prostor o objemu 9,3 m3, v němž lze umístit sedačky až pro sedm osob (NASA pro lety k ISS využívá 4 místa). Nástavec je možné využít pro dopravu nákladu, který nemusí být umístěn v hermetizovaném prostoru (např. zařízení určeného pro umístění na vnější straně ISS, tedy v otevřeném kosmickém prostoru. Sestava kabiny a nástavce ve startovní pozici měří na výšku 8,1 metru a v průměru má 4 metry. 

## Posádka
Hlavní posádka:
- Zena Cardmanová (1), NASA – velitelka
- Michael Fincke (4), NASA – pilot
- Kimija Jui (2), JAXA – letový specialista
- Oleg Platonov (1), Roskosmos – letový specialista

Záložní posádka:
- členové záložní posádky dosud nebyli oznámeni

Roskosmos oznámil nominaci Platonova do posádky 7. února 2025, NASA vydala oficiální oznámení o obsazení zbylých tří míst 27. března 2025.
Cardmanová byla původně nominována jako velitelka již do mise SpaceX Crew-9, jejíž složení ale muselo být během přípravy redukováno na 2 astronauty, aby se zbylá 2 místa v Crew Dragonu uvolnila pro Barryho Wilmora a Sunitu Williamsovou, kteří se z ISS nemohli vrátit ve své původní lodi Starliner, v níž při misi Boeing Crew Flight Test (Boe-CFT) na stanici přiletěli. Cardmanová se do redukované posádky nedostala.  
Fincke a Jui byli původně členy posádky určené pro misi Boeing Starliner-1, která měla následovat po Boe-CFT, ale kvůli problémům s certifikací Starlineru byla opakovaně odkládána. 

## Příprava a průběh letu
Termín startu mise Crew-11 nebyl poměrně dlouho jasný, protože do časového harmonogramu zasahovaly odklady mise Boe-CFT, která měla k ISS původně odletět v červenci 2022, ale nakonec se tam vydala bezmála o dva roky později. V důsledku toho se posouvaly i následné řádné lety Starlinerů, které se měly pravidelně střídat s misemi Crew Dragon. NASA ještě v červenci 2024 předpokládala, že po misi SpaceX Crew-10 v únoru 2025 odletí v srpnu téhož roku mise Starliner-1, ale ponechávala otevřenou i možnost, že hned po Crew-10 poletí Crew-11. Definitivní rozhodnutí agentura oznámila v polovině října 2024. První let byl dále odložen a na letní termín roku 2025 připadla mise SpaceX Crew-11 s předpokládaným startem nejdříve v červenci 2025. Při širších úpravách harmonogramu letů v květnu 2025 NASA upřesnila, že se start uskuteční nejdříve koncem července. Vyloučit ale nejde ani další posun, protože předchozí posádka Crew-10 velitelky Anne McClainové svou misi na ISS nakonec zahájila teprve v polovině března 2025 a při odletu koncem července by jejich mise trvala pouze 4 a půl měsíce, zatímco standardem je výměna posádky po půl roce. Agentura 10. července oznámila, že nejdřívější možný termín startu je 31. července v 16:09 UTC.
Při předstartovní přípravě byla zaznamenána málo obvyklá událost, když se 28. července 2025, necelou minutu před plánovaným zkušebním, tzv. statickým zážehem motorů Falconu 9, zastavilo odpočítávání. SpaceX později informovala, že příčinou byla chyba v přenosu dat o poloze jedné součásti pozemní startovací infrastruktury a test úspěšně zopakovala o den později.

### Vědecký program
Posádka se během svého letu na stanici prostřednictvím série testů a experimentů zařadí do běžného vědecko-výzkumného programu zaměřeného zejména na fyziologické reakce lidského organismu na podmínky panující při kosmickém letu, zejména na vliv mikrogravitace. Mimo jiné prozkoumají možné způsoby prevence nebo léčby změn očí a mozku, k nimž může během dlouhodobých letů dojít, nazývaných neurookulární syndrom spojený s vesmírnými lety (SANS). Někteří vědci se totiž domnívají, že způsob přesouvání tělesných tekutin v neustálém stavu beztíže může zvyšovat tlak v hlavě astronautů a přispívat k SANS. Vedle studií na toto téma budou někteří členové posádky nosit stehenní pouta, aby šíření tělesných tekutin směrem k hlavě zabránili.
Zajímavou novinkou je, že vybraní členové posádky podstoupí sérii simulovaných přistání na Měsíci. Pomocí ručního ovladače a několika obrazovek budou prolétávat simulovanými scénáři vytvořenými tak, aby připomínaly oblast jižního pólu Měsíce, kam posádky zavedou lety programu Artemis. Jejich výsledky před, během a po letu s výsledky kontrolní skupiny na Zemi umožní vědcům vyhodnotit, jak různé gravitační stavy mohou dezorientovat astronauty a ovlivnit jejich schopnost pilotovat kosmickou loď, v tomto případě lunární přistávací modul, při jehož automatizovaném letu může kdykoli vyvstat potřeba převzít manuální řízení. Výsledky experimentu by mohly ovlivnit výcvik pilotů potřebný pro budoucí posádky Artemis.

### Průběh letu
Kabinu Crew Dragon Endeavour vynese na oběžnou dráhu raketa Falcon 9 Block 5 z rampy LC-39A Kennedyho vesmírného střediska. Endeavour se stane první z vyrobených kabin Crew Dragon, která se vydá na svou již šestou misi. Loď v přípravě na let dostala několik vylepšení, včetně úprav padáků, jejichž pevnost a způsob balení byly otestovány při nákladním letu CRS-32 a řadou testů na Zemi. Endeavour dostala také nový tepelný štít.
První naplánovaný termín startu Endeavouru 31: července 2025 v 16:09 UTC se nenaplnil kvůli překrytí startovní rampy oblačností, odpočet byl zastaven 1 minutu a 7 sekund před vzletem. Na řadu tak přišel záložní termín o necelý den později, 1. srpna 2025, kdy sestava Falconu a Endeavouru v 15:43:42 bez problémů odstartovala. Loď i přes jednodenní odklad startu dorazila k ISS v původně plánovaném čase, tedy 2. srpna 2025 kolem 07:00 UTC, konkrétně v 06:26:56 UTC, kdy se uskutečnil její první fyzický kontakt s horním portem modulu Harmony. Zajistila si tak prvenství mezi všemi loďmi Crew Dragon v nejkratší době připojení ke stanici po svém startu, konkrétně 14 hodin a 43 minut.
Čtyři členové posádky Crew-11 o několik desítek minut později přešli na palubu ISS. Tam během několika dní vystřídají posádku Crew-10 a stanou se součástí dlouhodobé Expedice 73, na podzim 2025 přejdou do Expedice 74 a nakonec se počátkem roku 2026 nechají vystřídat dalším turnusem, který přiletí v lodi SpaceX Crew-12. NASA však při oznámení prvního možného termínu startu Crew-11 připustila, že bude zhruba měsíc po startu zvažovat prodloužení mise na 7 nebo 8 měsíců.
Loď s posádkou po odletu ze stanice přistane do vod Tichého oceánu blízko kalifornského pobřeží.